# Myslibořice
Myslibořice jsou obec v okrese Třebíč v Kraji Vysočina. Žije zde 685 obyvatel.
Sousedními obcemi sídla jsou Radkovice u Hrotovic, Zárubice, Jaroměřice nad Rokytnou, Lipník, Krhov a Račice.

## Geografie
Ze západu na východ podél severního okraje zastavěného území obce prochází silnice II/152 z Jaroměřic nad Rokytnou do Račic, ze zastavěného území obce jižně vychází silnice do Radkovic u Hrotovic, východně a severně k silnici II/152. Severně ze silnice II/152 pak vychází silnice k hájence Ostrý a dále k Zárubicím a severovýchodně pak přes kopec Svatocheň do Odunce. Přes severní okraj území obce prochází silnice mezi Zárubicemi a Lipníkem. Jihozápadně ze zastavěného území obce vychází užitková cesta k hájence Cihelna a ke stejnojmennému rybníku, tamtéž také vede užitková silnice ze severu. Západně pak ze zastavěného území obce vychází užitková silnice k rybníku Mlýnek a k bývalému mlýnu. Severozápadně ze silnice II/152 vychází užitková silnice k Hornímu a Ostrému dvoru, ta se pak spojuje se silnicí, která vede od hájenky Ostrý západně kolem tvrze Lykodery a kolem hájenky s pomníkem Jaroslava Kotáska, od hájenky Ostrý pak vede i užitková silnice pod kopcem Na Skalním. Přes severní okraj území obce prochází cyklostezka 401. 
Jižní, západní a východní část území obce jsou využívány převážně zemědělsky, severní část území obce je zalesněna. Těsně za severozápadní hranicí území obce se nachází les kolem kopce Svatocheň, těsně za jižní hranicí území obce se nachází lesy kolem Stříbrného kopce. Na západním okraji území obce se nachází malý průmyslový areál. 
Na severním okraji pramení přítok Myslibořického potoka, ten nadále teče přes zastavěné území obce a v rybníku Mlýnek východně od zastavěného území obce se do něj vlévá hlavní tok Myslibořického potoka, ten pak teče dále východně a po několika kilometrech se u Hrotovic vlévá do Račického potoka. Nedaleko kapličky sv. Tekly na východním okraji území obce pramení Sadní potok, který se po asi 2 km vlévá u Krhova do Račického potoka. Jižně od kapličky pramení nepojmenovaný přítok Sadního potoka. Na jižním okraji území obce pramení Bačický potok, ten teče dále východně přes rybník Hrušovec na jižním okraji území obce a dále pak na východ, kde se po několika kilometrech vlévá do Myslibořického potoka. Západně od hájenky Ostrý pramení Ostrý potok, ten pak teče dále západně přes Ostrý rybník a po několika kilometrech u Jaroměřic nad Rokytnou ústí do Štěpánovického potoka. Na severním okraji území obce pramení nepojmenovaný potok, který pak teče dále severně. 
Území obce je lehce zvlněné, jeho nadmořská výška se pohybuje kolem 500 metry nad mořem, západně od hranic území obce se nachází kopec Na Skalním (557 m), východně za hranicemi území obce se nachází kopec Svatocheň (523 m) a těsně za jižní hranicí území obce se nachází Stříbrná hora (531 m).
Zastavěné území obce se nachází v jižní části podlouhlého území obce, těsně za západní hranicí území obce se nachází hájenka Cihelna, na východním okraji území obce se u silnice II/152 nachází kaple sv. Tekly, na východní hranici území obce se nachází hájenka Ostrý, několik set metrů západně od hájenky Ostrý se nachází zbytky tvrze Lykodery, dále západně pak hájenka s pomníkem Jaroslava Kotáska a dále pak i Ostrý a Horní dvůr. 
Nedaleko Ostrého dvora se nachází významná Lipová alej, na jižním okraji území obce se nachází památný strom Dub u Myslibořic.

## Název
Na vesnici bylo přeneseno původní pojmenování jejích obyvatel Myslibořici, které bylo odvozeno od osobního jména Myslibor a znamenalo "Mysliborovi lidé".

## Historie
Myslibořice měly být založeny Mysliborem z Myslibořic, Artleb z Myslibořic svědčil v listině markraběte Přemysla v roce 1234 (de Mizliboriz), kdy osvobodil klášter v Louce. V roce 1243 je zmiňován i Ratibor z Myslibořic, který byl purkrabím Veveři. V roce 1260 Artleb z Myslibořic vložil patronát Myslibořic oslavanskému klášteru. Artleb z Myslibořic zemřel kolem roku 1271 při výpravě do Uher, následně patřily Myslibořice jeho synovi či vnukovi Ratiborovi. Někdy v této době také fungovala škola ve vsi. Kolem roku 1350 zdědili Myslibořice bratři Bušek, Václav a Ratibor, v roce 1373 Bušek vyměnil svoji třetinu Myslibořic s některými statky bratra Václava, Václav zemřel roku 1376 a jeho část zdědil jeho syn Zikmund. Po roce 1380 se Artleb a Zikmund z Myslibořic při obnově majetků zadlužili a byli nuceni rozprodávat postupně statky v okolí. V roce 1391 část Myslibořic vlastnil i Jakub z Upolněšic, roku 1392 se spojil s Martinem z Jemnice. V roce 1406 zemřel Zikmund z Myslibořic a v roce 1410 se ujal Myslibořic jeho synovec Ludvík z Bukoviny, ale proti tomu v roce 1414 protestoval Václav z Myslibořic (syn Zikmunda), nicméně statky zůstaly Ludvíkovi. V roce 1415 se Ludvík spojil s Janem Vajtmulnerem a brzy zemřel, Jan Vajtmulner vyplatil Jana z Myslibořic (dalšího dědice Zikmundova majetku) a Jan z Myslibořic získal tak tvrz Čalonice a další majetky a v roce 1436 zemřel a s ním vymřel i rod Myslibořických.
Po smrti Jana spojil majetky v Myslibořicích, Hostim a hrad Bukovinu Jan Vajtmulner se svými syny, vyrovnal se s Markétou z Vrbovce a jeho syn pak v roce 1437 prodal Myslibořice Janovi Liznovi z Arklebic. V roce 1464 se spolčil s Ctiborem z Hostákova a ten se pak spolčil s Mikulášem Kozlovcem z Kozlova. Až v roce 1490 Ctibor z Hostákova sloučil Myslibořice v jeden celek, jeho synové Jan a Zikmund pak roku 1503 prodali Myslibořice Hankovi ze Zap, ale již v roce 1508 jeho manželka předala majetky v Myslibořicích Janovi z Arklebic, po jeho smrti však jeho děti nebyly zletilé a tak se majitelem z popudu Jana z Pernštejna stal roku 1531 Václav Chroustenský z Malovar, ten v roce 1535 přikoupil vesnice Lipník, Lhotu, Klučov a Štěpánovice, roce 1537 pak zakoupil také Litohoř, Domamil, Pokojovice a Rokytnici (ale tato smlouva byla zrušena), v roce 1541 pak zakoupil ještě Ratibořice. V roce 1538 pak byly Myslibořice povýšeny na městečko. Jeho syn Rafael zdědil Myslibořice, zemřel v roce 1585 a jeho majetky zdědili synové Jan a Petr, kdy právě Petr se stal majitelem Myslibořic, Jan si ponechal Rudolec. Petr zemřel v roce 1597 bez potomků a zanechal tak majetky Janovi Rafaelovi Chroustenskému z Malovar.
Tomu však byl statek v roce 1627 zkonfiskován a císař prodal Myslibořice, Lipník, Lhotu a Klučov Jindřichovi z Náchoda, ten však roku 1630 prodal tyto majetky Karlovi Grynovi z Styrcenberka, ten pak roku 1637 prodal Myslibořice Ondřeji z Ostašova a Tavíkovic, ten roku 1658 přikoupil i Radkovice, jeho majetky pak zdědil jeho syn Jan Baptista z Ostašova, který zemřel bezdětný a jeho majetek zdědila jeho sestra Anna Františka Gingerová, jeho poloviční bratr Ondřej Křištof z Ostašova však protestoval a soudní při vyhrál a získal tak v roce 1690 majetky v Myslibořicích.
Následně se majitelem Myslibořic stal jeho syn František Karel Josef, v roce 1742 zemřel a Myslibořice zdědili jeho synové František Kašpar a Filip Jakub. Ti prodali Myslibořice a Radkovice Rudolfovi Chotkovi, po něm pak získala Myslibořice jeho dcera Marie Brigitta Taafeová, ta přikoupila roku 1787 i Dukovany. V roce 1809 zdědil Myslibořice Josef Taafe, ten však roku 1836 byl nucen Myslibořice prodat Jiřímu Šimonovi Sinovi, který v roce 1847 spojil panství myslibořické a hrotovické. V roce 1821 byla postavena nová budova školy, roku 1882 pak byla postavena novější a větší budova pro školu. V roce 1899 byla škola rozšířena na trojtřídní.
V roce 1856 získal hrotovické panství syn Jiřího Šimona Šimon, po něm pak panství zdědila roku 1876 jeho dcera Higenia z Castries, ta pak v roce 1882 prodala panství Antonínu Dreherovi. Ten panství vlastnil až do roku 1921.
Roku 1905 byl v obci založen sbor dobrovolných hasičů, v roce 1921 pak také byla založena obecní knihovna a od roku 1924 je psána obecní kronika. V roce 1927 byla vesnice elektrifikována a v roce 1928 byl odhalen pomník obětem první světové války. Během druhé světové války v obci sídlila vysílací stanice skupiny Spelter, nedaleko vesnice byl po vyzrazení zastřelen Jaroslav Kotásek. V roce 1946 byl opraven poškozený kostel svatého Lukáše a roku 1951 byla postavena budova školy. V roce 2003 byla postavena čistička odpadních vod a v letech 2015 a 2016 byla dokončena kanalizace.
Do roku 1849 patřily Myslibořice do hrotovického panství, od roku 1850 patřily do okresu Moravský Krumlov, v letech 1942–1945 do okresu Moravské Budějovice a od roku 1960 do okresu Třebíč.

## Ocenění
Obec Myslibořice v roce 2006 obdržela ocenění v soutěži Vesnice Vysočiny, konkrétně získala ocenění modrý diplom, tj. diplom za vzorné vedení obecní knihovny. Obec Myslibořice v roce 2012 obdržela ocenění v soutěži Vesnice Vysočiny, konkrétně získala ocenění zelená stuha, tj. ocenění za péči o zeleň a životní prostředí. V roce 2016 získala obec ocenění v soutěži Vesnice Vysočiny 2016, konkrétně obdržela diplom za příkladnou environmentální výchovu. V roce 2017 bude převzata místní pobočka České pošty v rámci programu Pošta Partner obcí Myslibořice.
V roce 2018 obec zvítězila v soutěži o nejlepší webové stránky Zlatý erb v kategorii obcí v kraji Vysočina. Následně se v republikovém kole obec umístila se svými webovými stránkami na třetím místě. Obdrželi také zvláštní cenu Jana Savického za zvládnutí oddílu s povinnými informacemi.

## Lokalita Na Skalním
Nedaleko obce bylo vybráno v lokalitě Na Skalním místo pro možný sklad vyhořelého jaderného paliva, okolní obce s tímto nesouhlasí. Lokalita byla vytipována SÚRAO z oblasti o ploše kolem 40 km2 a byla zařazena do užšího výběru. Lokalita byla v roce 2020 vyřazena z výběru.

## Obyvatelstvo
| Rok            | 1869 | 1880 | 1890 | 1900 | 1910 | 1921 | 1930 | 1950 | 1961 | 1970 | 1980 | 1991 | 2001 | 2011 | 2021 |
| -------------- | ---- | ---- | ---- | ---- | ---- | ---- | ---- | ---- | ---- | ---- | ---- | ---- | ---- | ---- | ---- |
| Počet obyvatel | 862  | 878  | 865  | 950  | 854  | 878  | 926  | 692  | 891  | 825  | 755  | 664  | 689  | 689  | 749  |
| Počet domů     | 124  | 132  | 133  | 136  | 136  | 138  | 159  | 184  | 167  | 164  | 146  | 180  | 198  | 220  | 237  |

## Školství
V Myslibořicích se nachází i mateřská a základní škola, první zmínky o škole ve vsi jsou z roku 1270, následně škola fungovala i v 17. století, kdy budova školy stála vedle fary. Později byla přesunuta do tovární budovy přádelny a následně v roce 1821 vyhořela a byla postavena nová budova. Ta však nestačila a tak bylo roku 1882 potřeba postavit novou budovu. V roce 1899 byla škola rozšířena na trojtřídku.

## Politika

### Volby do Poslanecké sněmovny
|       | 2006                | 2010                | 2013                | 2017                | 2021                |
| ----- | ------------------- | ------------------- | ------------------- | ------------------- | ------------------- |
| 1.    | ČSSD (29,16 %)      | ČSSD (21,26 %)      | ČSSD (21,47 %)      | ANO (36,24 %)       | ANO (31,38 %)       |
| 2.    | ODS (26,92 %)       | KSČM (16,94 %)      | KSČM (21,47 %)      | SPD (12,29 %)       | SPOLU (22,76 %)     |
| 3.    | KSČM (20,51 %)      | ODS (13,95 %)       | ANO 2011 (15,38 %)  | KSČM (10,03 %)      | SPD (14,46 %)       |
| účast | 56,19 % (313 z 557) | 55,19 % (302 z 549) | 54,22 % (314 z 581) | 54,39 % (310 z 570) | 57,17 % (327 z 572) |

### Volby do krajského zastupitelstva
|      | 1.                 | 2.                       | 3.                         | účast               |
| ---- | ------------------ | ------------------------ | -------------------------- | ------------------- |
| 2000 | 4KOALICE (33,03 %) | SNK (17,85 %)            | KSČM (13,39 %)             | 23,84 % (124 z 520) |
| 2004 | ODS (30,25 %)      | KDU-ČSL (15,96 %)        | ČSSD (14,28 %)             | 21,42 % (120 z 560) |
| 2008 | ČSSD (33,72 %)     | ODS (24,85 %)            | KSČM (12,42 %)             | 31,33 % (172 z 549) |
| 2012 | ČSSD (20,95 %)     | STO (18,56 %)            | KSČM (16,76 %)             | 32,11 % (182 z 570) |
| 2016 | STO (34,11 %)      | ČSSD (12,94 %)           | ANO 2011 (12,35 %)         | 29,95 % (171 z 571) |
| 2020 | ODS+STO (18,85 %)  | ANO (16,39 %)            | Piráti (15,57 %)           | 21,52 % (122 z 567) |
| 2024 | ANO (37,87 %)      | ODS+TOP 09+STO (31,06 %) | SPD+Trikolora+PRO (8,33 %) | 25,61 % (137 z 535) |

### Prezidentské volby
V prvním kole prezidentských voleb v roce 2013 první místo obsadil Miloš Zeman (137 hlasů), druhé místo obsadil Jan Fischer (48 hlasů) a třetí místo obsadil Jiří Dienstbier (43 hlasů). Volební účast byla 56,7 %, tj. 323 ze 574 oprávněných voličů. V druhém kole prezidentských voleb v roce 2013 první místo obsadil Miloš Zeman (271 hlasů) a druhé místo obsadil Karel Schwarzenberg (85 hlasů). Volební účast byla 61,49 %, tj. 356 ze 579 oprávněných voličů.
V prvním kole prezidentských voleb v roce 2018 první místo obsadil Miloš Zeman (169 hlasů), druhé místo obsadil Jiří Drahoš (75 hlasů) a třetí místo obsadil Marek Hilšer (29 hlasů). Volební účast byla 59,79 %, tj. 339 ze 567 oprávněných voličů. V druhém kole prezidentských voleb v roce 2018 první místo obsadil Miloš Zeman (226 hlasů) a druhé místo obsadil Jiří Drahoš (126 hlasů). Volební účast byla 62,39 %, tj. 355 ze 569 oprávněných voličů.
V prvním kole prezidentských voleb v roce 2023 první místo obsadil Andrej Babiš (166 hlasů), druhé místo obsadil Petr Pavel (89 hlasů) a třetí místo obsadila Danuše Nerudová (58 hlasů). Volební účast byla 65,06 %, tj. 365 ze 561 oprávněných voličů. V druhém kole prezidentských voleb v roce 2023 první místo obsadil Andrej Babiš (198 hlasů) a druhé místo obsadil Petr Pavel (176 hlasů). Volební účast byla 67,26 %, tj. 376 ze 559 oprávněných voličů.

## Pamětihodnosti
V obci se nachází barokní zámek, vybudovaný v 18. století dle návrhu rakouského architekta Jakuba Prandtauera na místě, kde byla ve 14. století vybudována tvrz. Zámek v současnosti slouží jako domov pro seniory provozovaný Diakonií Českobratrské církve evangelické.
Na návsi poblíž zámku stojí kostel svatého Lukáše. Jde o pozdně renesanční jednolodní chrám, v pozdějších dobách upravovaný.
V dubnu 2007 byl ohlášen unikátní nález pravěké osady na dně myslibořického rybníka. Podle archeologa Muzea Vysočiny Milana Vokáče se jedná o první odkrytou neolitickou osadu v tomto kraji.

### Drobné památky
- Východně od vesnice stojí nedaleko silnice zděná kaplička svaté Tekly se studánkou[39]

- Ve vsi stálo do roku 2022 torzo tři sta let starého dubu, to spadlo při vichřici v roce 2022[40]

- Pamětní deska na rodném domě Vladislava Fialy[41]

## Galerie

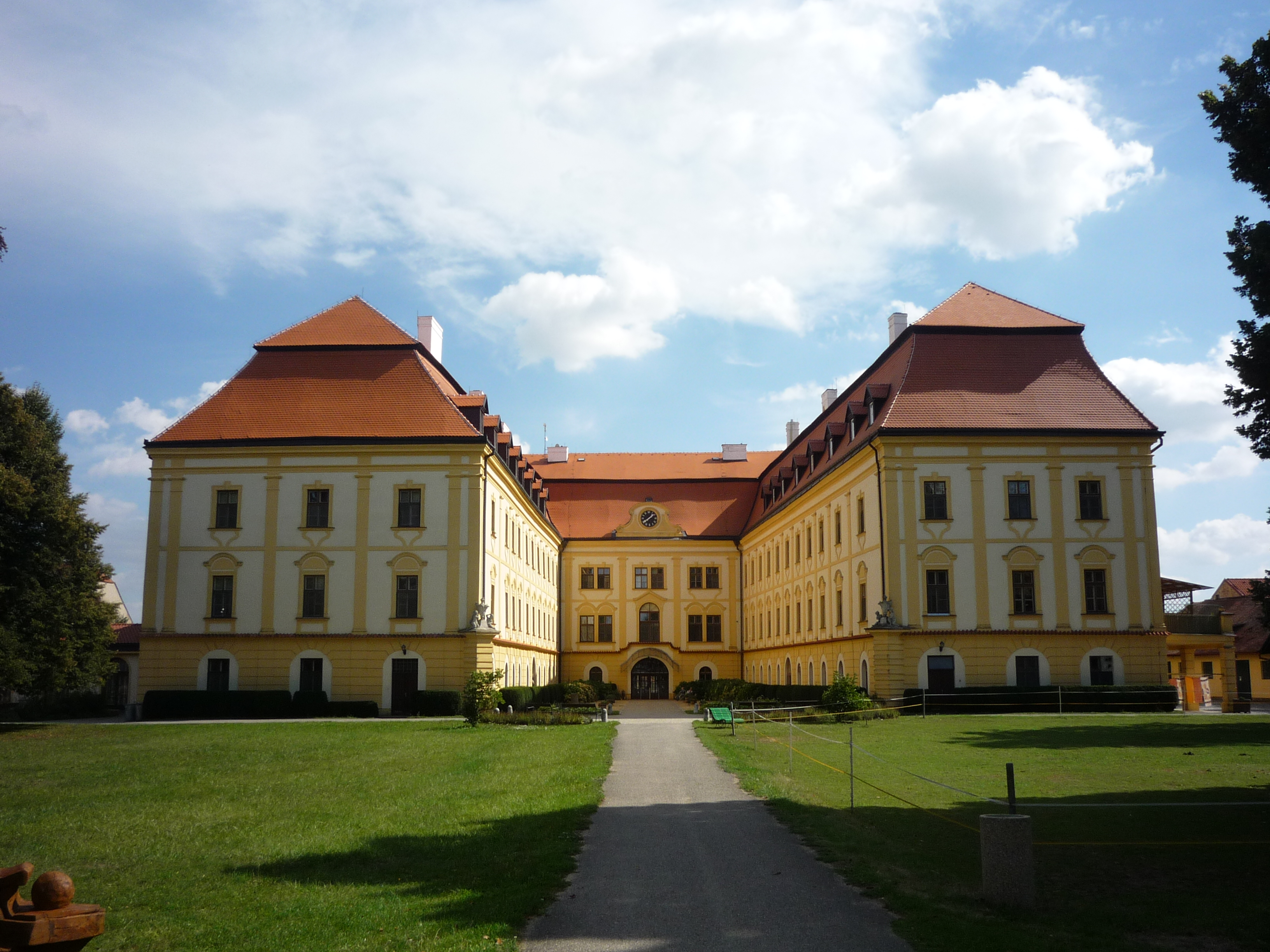
Zámek
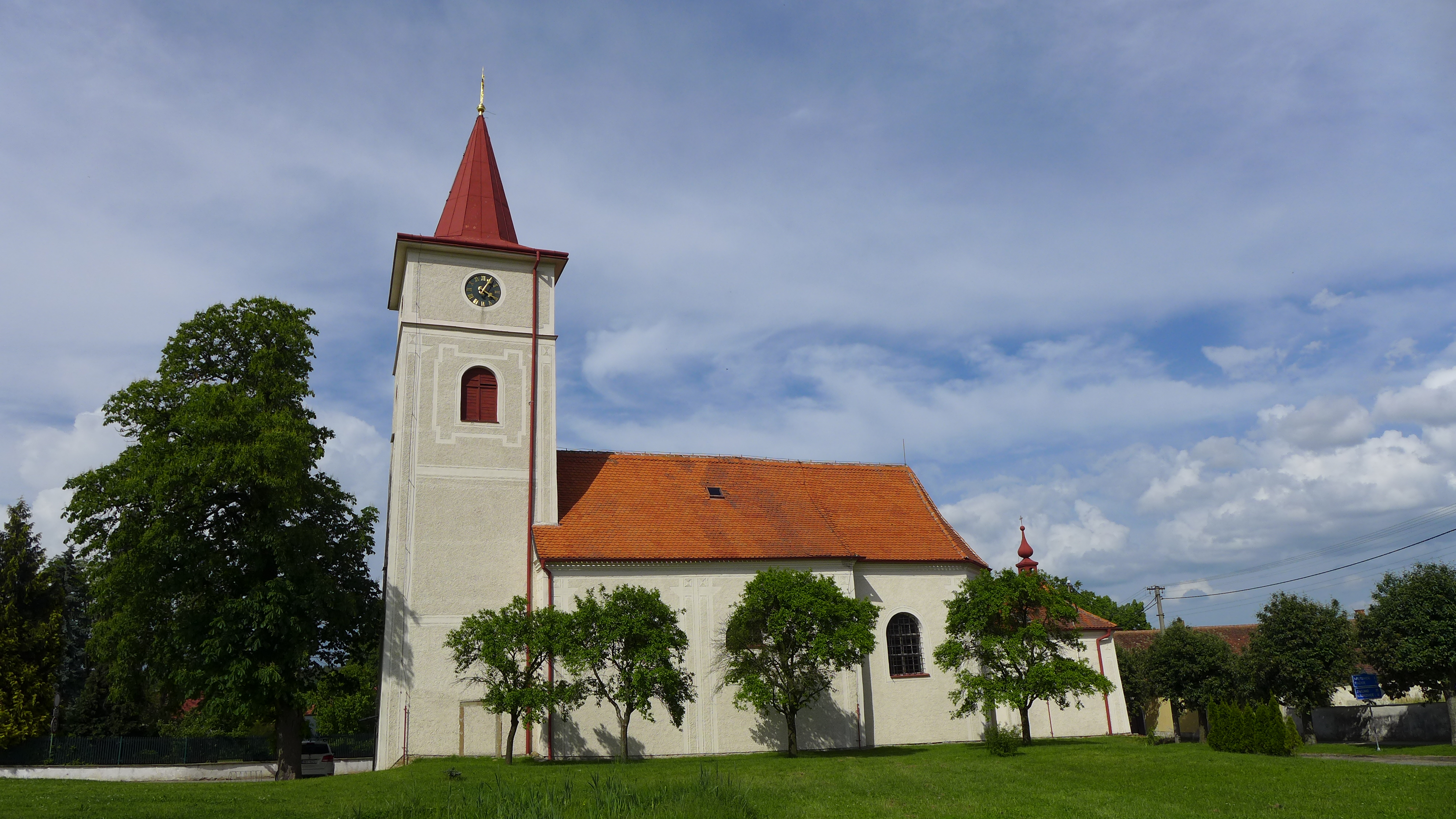
Kostel sv. Lukáše
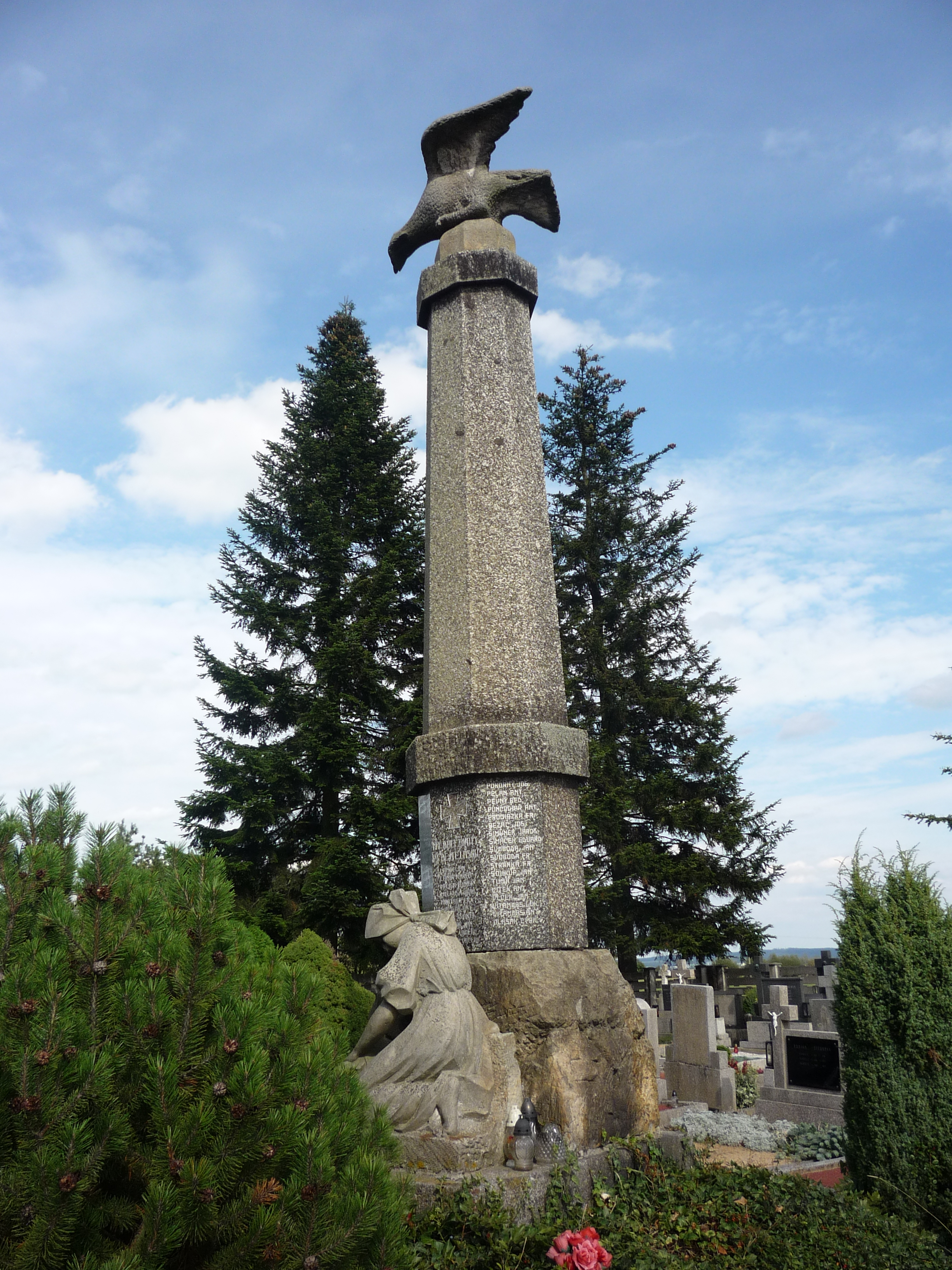
Pomník obětem I. sv. války
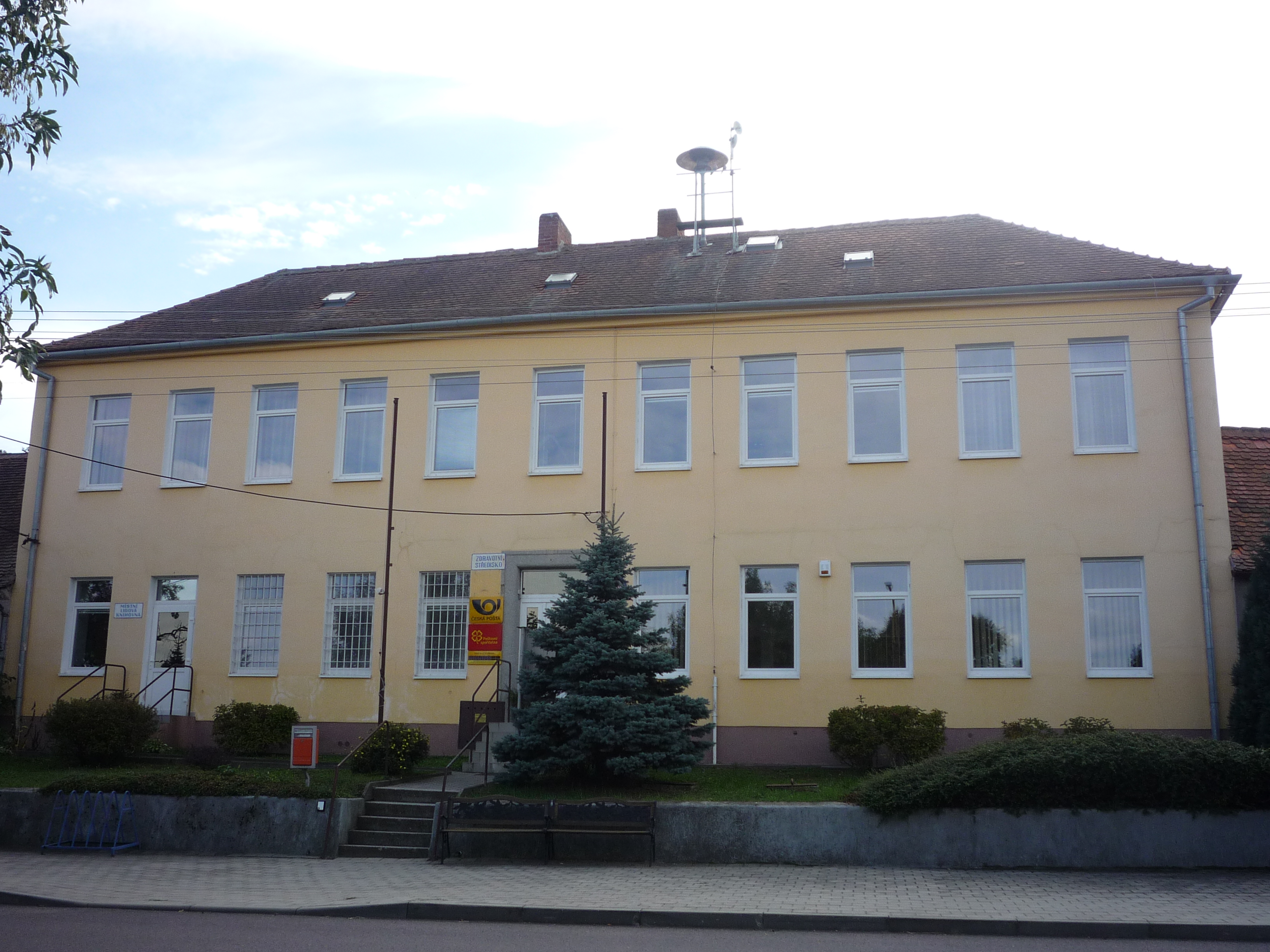
Obecní úřad

## Osobnosti
- Miroslav Binder (* 1925) – zemědělský inženýr
- Josef Bubník (1879–1959) – politik, zemřel v Myslibořicích
- Věra Doleželová (* 1930) – vězeňkyně nacismu, dcera Františka Vitouše
- Anton Dreher (1849–1921) – průmyslník a majitel zámku v Myslibořicích
- Vladislav Fiala (1914–1944) – voják, pekař a úředník, československý odbojář popravený v KT Mautausen
- Karl Bartholomäus Heller (Karel Bartoloměj Heller) (1824–1880) – přírodovědec
- František Hrejsa (1861–1942) – kazatel, zemřel v Myslibořicích
- František Jakub (1878–?) – novinář
- Vojtěch Jakub (1874–?) – pedagog
- Jaromír Kostelecký (* 1924) – malíř a grafik
- Adolf Pelikán (1896–1969) – kněz
- Bohumír Pelikán (1904–?) – lékař
- Jan Pelikán (1901–1960) – politický vězeň
- Josef Pelikán (1894–1970) – advokát, politický vězeň
- Jaroslav Řepa (1879–1947) – farář
- Tomáš Šimbera (1817–1885) – římskokatolický kněz a zemský poslanec
- Jan Toul (1882–1959) – farář, zemřel v Myslibořicích
- František Vitouš – hajný a odbojář
- Jan Vondra (1910–1999) – pedagog a skaut
- Jindřiška Wurmová (1864–1953) – česká aktivistka
- František Adolf Ženatý (1892–1977) – farář